# Битва за Крупань
Битва за Крупань (сербохорв. Битка за Крупањ / Bitka za Krupanj) — сражение Второй мировой войны на Югославском фронте между объединёнными силами четников и партизан против немецких частей за город Крупань, шедшее с 1 по 3 сентября 1941. 
Несмотря на участие немецкой авиации в обороне города, осаждавшие взяли город. В боях отличились четницкие отряды священника Влады Зечевича и поручика Ратко Мартиновича (позднее ушли к партизанам), а также партизаны Валевского отряда, ведомые Здравко Йовановичем и Милошем Миничем. В плен попали 40 немцев, партизанам и четникам достались также многочисленные трофеи.

## Подготовка к битве
30 августа 1941 у Мачкова камня состоялось совещание руководства Валевского партизанского отряда во главе с Милошем Миничем и четницкого отряда во главе с попом Владой Зечевичем и поручиком Ратко Мартиновичем. Встреча проходила в дружеской атмосфере, беседа велась спонтанно и не совсем по повестке дня. Основной темой разговора стало нападение на оккупированный немцами город Крупань.
Четники и партизаны заключили соглашение, по которому обязались выполнять следующие пункты:
1. Обе стороны вместе борются против оккупантов и их приспешников.
2. Все собирают людей и закупают оружие как можно скорее, чтобы побыстрее напасть на город.
3. Каждый доброволец сам решает, с кем ему остаться: с партизанами или с четниками.
4. Если в Белграде сменится власть, она будет считаться врагом, потому что будет всё равно служить оккупантам.
5. Приказы полковника Драголюба Михайловича, призывавшего не атаковать и выжидать только нужный момент, незаконны.
6. Совместной атакой на Крупань будет руководить штаб Валевского партизанского отряда, чтобы командовать своими ротами.

Командование брало на себя ответственность за выбор подразделений для атаки города.
По воспоминаниям Мартиновича, в эти дни местные жители встречали четников и партизан как национальных героев, оказывая им всевозможные почести.

Трудно описать, с каким воодушевлением нас принял народ. Каждый хотел пригласить нас в гости к себе в дом и отдать нам почести. Хотя в Крупани были силы немецкого вермахта (то есть фашистской Германии), все спрашивали: когда пойдём на «швабов»? Счёты с этими «швабами» не были сведены и после Первой мировой войны. Женщины в те дни пекли хлеб и пироги, закалывали ягнят и поросят, чтобы солдаты наелись и почувствовали в себе силы хорошо сражаться
Оригинальный текст (серб.)Тешко је описати са каквим одушевљењем нас је народ примао. Свако је хтео да му будемо гости у кући, да свратимо да нас почасти. Иако су у Крупњу биле снаге немачког Вермахта, односно фашистичке Немачке, сви су питали: када ћемо на "Швабе". Обрачун с тим "Швабама" као да није био окончан завршетком Првог светског рата. Жене су тих дана пекле хлебове и пите, а клали су се и јагањци и прасићи, да војска не буде гладна и да би се могла добро борити.

## Противник

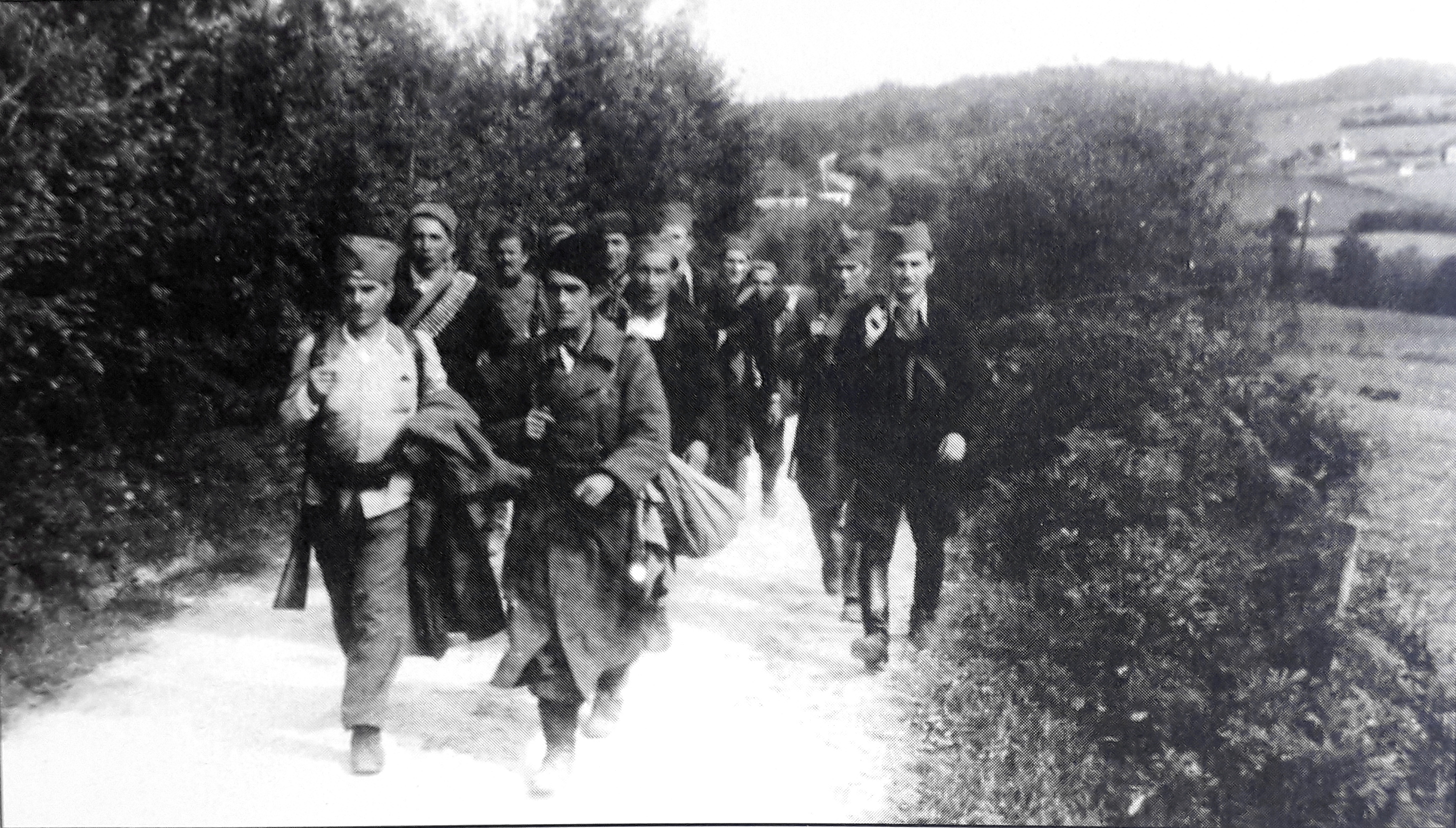
Партизаны из Валевского отряда

Согласно немецким данным, Крупань защищалась силами 704-й пехотной дивизии, а именно 724-го полка (10-я и 11-я рота, взвод миномётчиков). В распоряжении немцев была авиация: три разведывательных самолёта Br.19, три военно-транспортных самолета Ju-52 и 12 бомбардировщиков Ju-87.

## Ход битвы

### 1 сентября
Перед началом битвы нападавшие отправили ультиматум немецкому гарнизону, сообщив об окружении города и пригрозив не брать пленных. Четники и партизаны потребовали сдать город и разоружить весь гарнизон, обещав сохранить жизнь и поступить со всеми солдатами и офицерами строго по международным законам ведения войны. Командир гарнизона принял сообщение в 21:00 по местному времени и обратился к командующему немецкими войсками в городе за дальнейшими инструкциями. В 22:30 и 23:45 немецкое командование передало дважды один и тот же ответ четникам и партизанам: «Капитуляция исключена».
Один из разведчиков, юный Славко Орлович, после разведки в городе передал осаждавшим, что в Крупани находится небольшое орудие с огромным числом боеприпасов, а немцы фактически оставили город, укрывшись в здании больницы. Орлович и четверо бойцов направились на поиски орудия. В 3 часа на четницкие позиции было доставлено это лёгкое орудие, и нападавшие открыли артиллерийский огонь, разрушив первым выстрелом пулемётное гнездо на крыше больницы. Один из немецких солдат писал в своём дневнике:

6:55. В настоящий момент по больнице ведётся огонь из тяжёлых миномётов или гаубиц. У 10-й роты раненые. Нужна срочно помощь. Немедленное подкрепление.

В нападении на Крупань изначально участвовали четники Косты Печанаца, но как только немцы открыли огонь по партизанам и четникам, войска Печанаца в панике разбежались.

#### Немецкое подкрепление
Из Валево немцы отправили большую колонну на помощь осаждённым: батальон пехоты, два танковых взвода и 12 грузовиков с оружием и припасами. Партизаны подготовили засаду у местечек Мойкович и Комирич, которая держала оборону в течение нескольких дней, не пуская немцев в Крупани и не позволяя тем прорвать кольцо окружения. На помощь партизанам пришли крестьяне, которые иногда просто швырялись камнями в немцев.

### 2 сентября
На следующий день партизанами была отправлена группа юных бомбомётчиков во главе с Жикицей Йовановичем, которые под прикрытием артиллерии закидали здание больницы гранатами. Йованович был назначен командиром как самый опытный из них: подобную тактику он изучил во время гражданской войны в Испании. Все его подчинённые осознанно решились пойти в атаку, несмотря на огромный риск погибнуть при выполнении задания. После ожесточённых боёв, отголоски которых было слышно во всей Крупаньской долине, наступило затишье.
Внезапно партизаны и четники услышали громкие крики в здании больницы, затем прозвучал выстрел из револьвера. На крыше больницы поднялся белый флаг. Партизаны стали восторженно кричать, но многие из них не верили в капитуляцию, пока не увидели сами флаг. Впервые за время боёв в Югославии (да и, возможно, всей Второй мировой войны) белый флаг в сражении выбросили именно немцы. Но и в этот раз до капитуляции дело не дошло: немцы получили радиограмму с приказом держаться до утра, когда на помощь подоспеет авиация. Для немцев это было уже почти невозможно: по свидетельствам капитана Зайферта, 10-я рота 724-го полка уже страдала из-за нехватки воды и пищи.

#### Совещание командиров
Во время битвы за город состоялось совещание командиров четников и партизан. На нём Ратко Мартинович предложил уставшим четникам перейти в партизанские части, у которых не было проблем с боевым духом, и создать единый отряд. Обсуждение затянулось, но после долгих уговоров четники согласились. Это действие стало символическим объединением всех жителей Югославии вне зависимости от убеждений в борьбе против оккупантов. Одним из тех, кто выступил за подобное объединение, был Драгойло Дудич, который описал следующим образом это в своём дневнике:

Помимо всего прочего, велись переговоры между представителями военно-четницких отрядов и представителей партизанского Валевского отряда. Представители четников сказали, что очень довольны воинственностью, храбростью и поведением в боях вместе со всеми нашими людьми. Поручик Мартинович признал, что боевой дух его отряда (четников), который он ведёт, не на должном уровне; что многие сбежали с поля боя, что не хватает дисциплины, и потребовал, чтобы все его подчинённые из военного четницкого отряда во время совместных действий с партизанами были распределын среди партизан так, чтобы чувствовать моральный подъём, политическую мотивированность и поддержку в твёрдых партизанских руках. После долгого обсуждения была достигнута полная договорённость о согласии объединить два эти отряда и продолжить боевые действия под руководством единого штаба. Осталось то же самое командование, к которому примкнули ещё два руководителя. Начальником штаба стал поручик Мартинович, а заместителем политрука стал священник Влада Зечевич от лица военно-четницких рот.
Оригинальный текст (серб.)Истодобно, водили су се преговори између представника војно-четничких чета и представника партизанског Ваљевског одреда. Представници четника изјавили су да су врло задовољни борбеношћу, храброшћу и понашањем у борби и ван ове са свима нашим људима. Поручник Мартиновић признао је да морал људства које он води (четници) није на достојној висини; да су многи бежали из борбе, да нису дисциплиновани и тражио је да се сви њихови људи из војног четничког одреда, приликом стапања са партизанима, растуре тако да буду измешани између партизана ради моралног уздизања и политичког изграђивања и држања истих у чврстој руци партизана. После дуже дискусије постигнута је пуна сагласност о стапању ова два одреда и о продужењу заједничких акција под руководством јединственог штаба. Задржано је исто руководство, проширено са још два руководиоца. За начелника штаба одреда дошао је поручник Мартиновић, за заменика политичког комесара овог штаба дошао је свештеник Влада Зечевић, као представници војно-четничких чета.

### 3 сентября
Утром немецкие бомбардировщики совершили авианалёт, сбросив бомбу и обстреляв из пушек и пулемётов позиции нападающих. Окружённые немцы начали выбираться из больницы. Авиация в течение шести-семи часов оказывала помощь при обороне и затем прикрывала немцев во время отхода к заводу по производству сурьмы. Восставшие при каждом своём продвижении вели плотный огонь. Во время четвёртого авианалёта Ju-87 в 18:30 после шквального огня югославов две немецкие роты начали спешно отступать. Авиация покинула поле боя после наступления сумерек, а за немцами, бежавшими к фабрике, началась погоня. Недалеко от Марича большинство немцев, которые не успели убежать к фабрике, удалось схватить в плен с оружием, припасами и личными вещами.
Жикица Йованович руководил войсками, преследовавшими немцев. В пяти километрах от города немцы наткнулись на разрушенный мост и попали в засаду. Считанные единицы спаслись бегством.

## Итог
ОКХ подтвердило поражение и разгром двух своих рот у Крупани: погибло 9 человек, 30 было ранено, 175 пропали без вести. Нападавшие потеряли 6 человек убитыми и 12 ранеными. В качестве трофеев им достались:
- 2 тяжёлых и 6 лёгких миномётов
- 22 тяжёлых пулемёта MG 34
- 70 винтовок
- 300 тысяч патронов
- 12 пистолетов-пулемётов
- 10 пистолетов
- 18 автомобилей
- 20 телег
- две переносные радиостанции
- полевой госпиталь
- два склада с продовольствием и оборудованием
- запасы табака
- 500 тысяч рейхсмарок

В городе была образована новая народная власть, которая занималась восстановлением города и помощи армии. На народных сборах планировалось выбрать открытым голосованием достойное руководство. Объединённый Штаб Валевского народно-освободительного партизанского отряда и Военно-четницкого отряда поручика Мартиновича и священника Зечевича официально заявил по случаю победы над немцами при Крупани:

Объединённая борьба и братское единство партизанских и военно-четницких рот, родившееся в адском пламени, скреплённое жизнями и кровью лучших бойцов, привело после завершения битвы к объединению партизанских и военно-четницких рот в единый народно-освободительный военный отряд с единым штабом. Это единство — гарантия совместной победы над фашистскими захватчиками.
Оригинальный текст (серб.)Заједничка борба и братско јединство партизанских и војно-четничких чета, створених у пакленој ватри, цементираних животима и крвљу најбољих бораца, довели су после свршетка битке до сједињавања партизанских и војно-четничких чета у јединствени народноослободилачки војни одред са јединственим штабом. Ово је јединство гаранција за сигурну победу над фашистичким окупатором.

## Контратаки немцев
Немцев выбили на линию Лозница — Валево и к селу Драгинац, откуда те дважды отправлялись в контратаки с целью отбить город.

### Первая контратака
В первую атаку пошла так называемая «Крупаньская группа» (нем. Krupanj-Gruppe). В её составе были 3-й батальон 698-го пехотного полка, 3-й дивизион 342-го артиллерийского полка, 3-я рота 202-го танкового полка, механизированный егерский взвод и батальон 699-го пехотного полка. Оба пехотных батальона были оснащены артиллерией, танками и инженерными частями. Оперативный штаб руководил всей этой группой. Перед атакой командование приказало уничтожать всех солдат и гражданских лиц на своём пути, обвинив тех в неповиновении немецким властям:

Несколько недель тому назад было совершено нападение на немецкие войска в Крупани, организованное хорошо вооружёнными повстанцами. Дивизия получила приказ со всей жестокостью отомстить за это нападение […] Никакие природные препятствия и никакое сопротивление врага не должно задержать войска. Препятствия необходимо сразу же обходить, вследствие чего враг сам сбежит, если он там находится. Всех солдат и гражданских лиц, которые встретятся на пути, надо расстреливать […] окружить Крупань, всех мужчин, которые там укроются — расстрелять, а сам город — сжечь. Попавших там в плен немцев освободить.

Утром 14 октября 1941 после мощной артиллерийской подготовки Крупаньская группа перешла в наступление, разделившись на две колонны: одна шла на позиции, обороняемые добровольцами из Мачвы и ротой Райко Марковича, вторая — на восток к Завлаке, где держались силы Валевского отряда в лице добровольцев Рачевского батальона: рота Доброслава Трндже и 11-я рота. Среди них был и взвод бомбомётчиков, дежуривший у моста через Ядар. Направление на Завлаку перекрывала рота капитана Рачича: его четники были в резерве. После первого же артобстрела они в панике бежали.
В течение дня немцы безуспешно пытались взять город и к ночи ушли. В 17:00 командир Крупаньской группы сообщил дивизии, что попал в окружение, а его два батальона не способны сражаться в полную силу и придётся уходить в район Драгинца. На следующий день попытка опять повторилась без особого успеха: всех раненых и убитых немцам пришлось увозить под прикрытием танков. Позднее эта битва была воспета партизаном Сречковичем и 11-й Рачевской роты в песне «Бой на Завлаке» (серб. Бој на Завлаци).

### Вторая контратака
Вторая контратака состоялась, когда уже разгорелся конфликт между партизанами и четниками. Четники и партизаны уже стали убивать друг друга, пытаясь предотвратить развал своих собственных частей. 19 октября в бой пошла 342-я пехотная дивизия, которая начала атаку утром следующего дня. В бой пошли 698-й и 699-й пехотные полки, усиленные танками, артиллерией и инженерными войсками (остальные части прикрывали фланги и тылы). На линии Драгинац—Дворска немцы устроили резню местных жителей, чтобы быстрее пробиться: они опасались, что кто-то доложит партизанам о продвижении.
В Дворске немцы согнали всех женщин, детей и стариков, после чего повели их вперёд своих войск, фактически прикрываясь гражданским населением: они рассчитывали, что ни партизаны, ни четники не посмеют выстрелить в немцев и попасть в своих соотечественников. Но несмотря на численное превосходство, немцам пришлось всё-таки вступить в бой в самом городе. Партизаны долго и упорно сражались: отступать им было практически некуда. После кровопролитных боёв им пришлось всё же оставить Крупань: роты Вука Цвияновича, Лалы Станковича, Димитрие Баялицы и Райко Марковича ушли в Столицы, а остальные части ушли на восток от Крупани.
Крупань была сожжена дотла, уцелел только дом одного аптекаря-немца.